# Samuel Pessoa
Samuel Barnsley Pessoa (São Paulo, 31 de maio de 1898 - São Paulo, 3 de setembro de 1976) foi um médico parasitologista e sanitarista brasileiro. Foi um dos pioneiros em pesquisas sobre parasitologia médica no continente sul-americano.
Em 1931 Samuel Pessoa, como era mais conhecido, foi o mais jovem professor catedrático da Universidade de São Paulo. Junto com sua esposa, foi membro e militante do Partido Comunista Brasileiro, pelo qual chegou a ser candidato a deputado. Devido a essa militância política, foi desligado da instituição mas manteve vínculos com a Faculdade de Medicina da USP mesmo depois de sua aposentadoria.